# Nicómedes Pastor Díaz
Nicomedes Pastor Díaz Corbelle (Viveiro, Lugo, 15 de setembre de 1811 † Madrid, 22 de març de 1863), escriptor, periodista i polític gallec del Romanticisme.

## Biografia
Va créixer en el si d'una família nombrosa. El seu pare, Antonio Díaz, ocupava un lloc d'oficial administratiu de l'Armada, i amb el temps va arribar a ser titular de la comptaduria de correus de Lugo. La mare era María Corbelle. Nicomedes va ingressar en el Seminari conciliar de Viveiro i després al de Mondoñedo en 1823. Quatre anys més tard va marxar a estudiar Lleis en la Universitat de Santiago de Compostel·la, on va començar la seva activitat poètica. Li va afectar el tancament de les universitats decretat per Ferran VII i el seu ministre Francisco Tadeo Calomarde en 1832. Llavors es va traslladar a Alcalá d'Henares per a prosseguir els seus estudis, i allí va obtenir el títol d'advocat en 1833.
Els seus valedors fen la societat madrilenya van ser, Manuel Fernández Varela, el general Manuel de Latre i l'acadèmic Manuel José Quintana. Per mediació d'aquest va conèixer Juan Donoso Cortés, Juan Nicasio Gallego, Ventura de la Vega, José de Espronceda, Mariano José de Larra, Serafín Estébanez Calderón i altres, entre els quals es trobava el qual anys més tard seria el seu gran amic i protegit, José Zorrilla. Va freqüentar en aquells dies la tertúlia d'El Parnasillo i va publicar en diverses revistes madrilenyes, com El Artista, La Abeja i El Siglo, on va estar en la redacció amb Antonio Ros de Olano i José de Espronceda. Conservador i monàrquic; lleial a María Cristina, enemic d'Espartero, a qui va atacar des del setmanari El Conservador (1841), periòdic fundat per ell, Antonio Ríos Rosas, Joaquín Pacheco i per Francisco de Cárdenas. En 1835 col·labora en la refundació de l'Ateneu i en aquest mateix any Javier de Burgos, en aquell temps ministre, va nomenar Pastor Díaz, per mediació del general Latre, oficial del ministeri de Governació a Càceres, començant així una imparable carrera política. Aquest mateix any Salustiano Olózaga el va recomanar per al Ministeri de Governació i va ser nomenat Secretari Polític de Santander. Els seus compliments serveis en aquesta plaça i la seva negativa a participar en els sacsejaments polítics dels anys 36, li van valer el nomenament d'Oficial del ministeri de la Governació, i un any més tard, en 1837, el de Cap Polític de Segòvia.
El 1839 va ser nomenat per a aquesta dignitat a Càceres, ciutat en la qual redacta un famós Manifest. Des d'allí, dona suport obertament la Constitució de 1837. Quan va esclatar el pronunciament de setembre de 1840, va ser comissionat a València per a parlar amb la regente Maria Cristina i sol·licitar-li la formació d'un govern d'unitat nacional que tractés de salvaguardar els interessos públics més enllà de les lluites partidistes. En aquesta missió va conèixer al general O'Donnell. Al seu retorn a Madrid d'aquest encàrrec, va ser empresonat durant dos mesos. Finalment va ser alliberat sense càrrecs i va participar al costat de Rios Rosas en la defensa dels periodistes que havien estat enviats a l'exili a causa dels esdeveniments.
El 1841 en col·laboració amb Francisco Cárdenas, va iniciar la composició de Galería de españoles célebres contemporáneos entre les quals destaquen la del Duc de Rivas, el general Diego de León (el procés del qual i afusellament per part d'Espartero el va commoure profundament), Ramon Cabrera i Javier de Burgos. Juntament amb Francisco Cárdenas, Joaquín Pacheco i Antonio de los Ríos Rosas, va fundar una revista molt influent fins que va ser tancada per ordre governativa, El Conservador (1841), amb la qual projectava oposar-se, situant-se entre les files polítiques del moderantisme (sector dels puritans), a Espartero, el que li va dur a oferir els seus serveis a la Reina Governadora durant el conflicte de la Regència; aquest acte, que li va valer una presó d'un mes i va cristal·litzar el seu prestigi polític entre els monàrquics.
Després del seu pas per El Correo Nacional i El Heraldo, funda el periòdic El Sol al costat d'Antonio de los Ríos Rosas i Gabriel García Tassara. En aquest mitjà precisament és el primer a sol·licitar obertament en 1842 la majoria d'edat de la futura reina Isabel I, el que ho converteix en centre de tots els debats. Era llavors molt amic de Gabriel García Tassara, amb qui havia fundat El Heraldo (1842) després del tancament d'El Conservador. Triat diputat a Corts per la Corunya el 1843, una vegada dissoltes aquestes renova el seu escó, encara que en aquesta ocasió per la circumscripció de Càceres, on encara es recordava el seu pas per la província com Cap Polític. Més endavant seria també diputat per Pozoblanco, i per Navalmoral de la Mata de Morella. Li oferiren des del sector privat la secretaria del Banc d'Isabel II. Des d'aquest lloc va crear en 1847 el Real Consell d'Agricultura, Indústria i Comerç.
Al començament d'aquest mateix any és nomenat Sotssecretari de Governació, i pocs mesos després és nomenat Ministre de Comerç, Instrucció i Obres Públiques. També en 1847, el 18 de març, va ser nomenat membre de la Reial Acadèmia Espanyola de la Llengua, al costat de Hartzenbusch i Olivari, cdsa que l'apartà progressivament de la política, encara que periòdicament serà cridat a moderar les disputes entre les diferents faccions. Se centra llavors en la seva vida intel·lectual i tracta de convertir-se en un més dels dedicats tranquil·lament al seu treball i el seu estudi, sense major notorietat pública. Entre 1847 i 1850 va ser rector de la Universitat de Madrid i en 1856 va ser nomenat Conseller d'Estat. Va ser ministre d'Estat en 1856 amb la Unió Liberal de Leopoldo O'Donnell. En 1857 fou escollit membre de nombre de la Reial Acadèmia de Ciències Morals i Polítiques. En 1858 va ser nomenat senador del Regne. A més de tot això, va complir també diverses missions com ambaixador a Sardenya (1854) i Lisboa (1859-1861), però ja mai arribaria a arribar a un càrrec de la importància del ministeri que va ocupar en 1847. Conseller d'Estat i ministre de Gràcia i Justícia de nou amb O'Donnell durant dos mesos en 1863, ja malalt i poc abans de morir el 22 de març de 1863.

## Obres
- Poesías (1840)
- Alborada (1828) un dels primers poemes en gallec del segle XIX
- "Mi inspiración" (1828)
- "Mariposa negra", (1835),
- Una cita (1837),
- De Villahermosa a la China. Coloquios de la vida íntima (1855),
- Condiciones del Gobierno Constitucional en España. Palabras de un diputado conservador sobre las principales cuestiones de nuestra situación política (1846)
- Los problemas del socialismo (1848-1849),
- La Patria (1849).
- Compendio Histórico-Crítico de la Jurisprudencia Romana (1842)
- "Del movimiento literario en España" (Museo Artístico y Literario, 1837)
- "De las novelas en España" (El Conservador, 1841)